# Museo de la canción francesa
El Museo de la canción francesa (en francés: Musée de la chanson française) es un museo privado en La Planche, Loira Atlántico, Francia. Está dedicado a la chanson (canciones en estilo francés) y los músicos que las crearon y las cantaron.

## Historia
El museo fue fundado en 1995 con la ayuda del exalcalde de La Planche, Lucien Richard. El 24 de junio de ese año fue inaugurado por Michel Boschat, subprefecto de Loira Atlántico. En 1998, el nombre de Musée de la chanson française fue depositado oficialmente en el Instituto Nacional de la Propiedad Industrial. El objetivo del museo es recordar a los artistas que han establecido el patrimonio de la chanson.
El museo está ubicado en una antigua capilla de una casa de retiro en La Planche. La residencia de ancianos se cerró en 1991. La idea de ubicarlo en esta capilla, surgió en 1992 en una reunión entre Maurice Lecorps, presidente de la Asociación Musidora, y el cantante Serge Urso. No muy lejos de la capilla, en Saint-Philbert-de-Grand-Lieu, la Asociación Musidora organizaba anualmente el concurso regional de chansons francesas.

## Colección
El museo expone su amplia colección en la nave de la capilla donde se conservaron sus vitrales. Una gran variedad de piezas está expuesta en vitrinas y en las paredes. El museo muestra una gran cantidad de discos de pasta y vinilo, discos de oro y de platino, fotografías, carteles, libros, esculturas y varios reproductores de audio, incluyendo una rocola, un organillo, y un fonógrafo
El museo cuenta con algunos materiales raros, como carteles que nunca se han publicado y portadas de discos firmadas. El registro discográfico más antiguo del museo data de 1850. Además contiene objetos como la pipa de Georges Brassens o el micrófono de Édith Piaf.

## Actividades
Se realizan visitas guiadas sobre la historia de la chanson en Francia.
Cuando celebró el 20.° aniversario de su creación, un concurso de canción francesa  para amateurs fue organizado por el Museo.